# Cerco de Đắk Đoa
O cerco de Dak Doa foi um evento militar que ocorreu entre 11 e 17 de fevereiro de 1954 durante a Primeira Guerra da Indochina, envolvendo elementos de um grupo de batalha francês – o Groupement Mobile No. 100 – e o Việt Minh. Após sete dias de cerco, o Việt Minh tomou e aniquilou uma posição francesa avançada em Đắk Đoa, próximo a Kon Tum.

## Antecedentes
Após a conclusão do cessar-fogo coreano em julho de 1953, o veterano Bataillon de Corée francês, que havia lutado com as Nações Unidas na Guerra da Coreia, chegou a Saigon para atuar na guerra na Indochina. A unidade foi ampliada para um regimento de dois batalhões e reforçada com duas companhias vietnamitas. O Bataillon de Corée foi ativado e formou o núcleo do Groupement Mobile No. 100 (“Group Mobile 100” ou G.M. 100) em 15 de novembro de 1953, transformando-se na espinha dorsal do exército francês no centro da Indochina.
O G.M. 100 foi deslocado para uma área designada como Zona Tática de Corpo 2 (CTZ2), aproximadamente um triângulo cujos vértices eram Kon Tum, An Khê e a Passagem Chu Dreh nos Planaltos Centrais. Em janeiro, a unidade foi encarregada de reforçar Pleiku, Kon Tum e Cheo Reo, vitais para a defesa estratégica do planalto. Inicialmente posicionada 40 milhas a nordeste de Buôn Ma Thuột, cabia a ela ser a espinha dorsal na defesa da região. Dali, o Grupo Móvel executava operações de patrulha, reforço e liberação de estradas em meio a selvas e montanhas. Em poucos dias, a unidade envolveu-se em combates com o 803º Regimento do Việt Minh, na região do importante posto em Đăk Tô, a noroeste de Kon Tum. Um posto foi estabelecido 28 milhas ao sudoeste de Kon Tum, em Đắk Đoa, com um pelotão, que depois foi reforçado.

## Cerco
O Việt Minh logo se aproximou de Đắk Đoa em 2 de fevereiro. Três dias depois, o Việt Minh explodiu várias pontes ao norte de Kon Tum, dificultando as patrulhas. Foi chamado apoio aéreo francês; caças-bombardeiros de pistas em Nha Trang realizaram missões de metralhamento ao redor do posto sitiado até o cair da noite.
Ao mesmo tempo, o Alto Comando francês, liderado por Pierre Chasse, viu a situação perigosa e decidiu abandonar Kon Tum, temendo ser cercado. Em 7 de fevereiro, já havia sido concluída a evacuação dos civis europeus e dos funcionários civis vietnamitas.
O G.M. 100 logo se entrincheirou ao redor de Pleiku para uma defesa final da região. Em 11 de fevereiro, eles já lutavam havia sete dias e, com a evacuação de Kon Tum, reforçar Đắk Đoa tornou-se ainda mais difícil. Uma patrulha do G.M. 100 foi emboscada, com saldo de três mortos e dez feridos. Um contra-ataque francês às montanhas Dan Roia nada encontrou.
Nesse mesmo dia, o Việt Minh lançou seu primeiro grande ataque à meia-noite. Chegando até o perímetro de arame farpado, os franceses abriram fogo, contando com apoio de artilharia e com um observador aéreo leve que usava sinalizadores. Aeronaves Grumman Goose adaptadas para ataque ao solo também ajudaram a repelir o ataque. No dia seguinte, dois pelotões do Regimento Coreano conseguiram atravessar as linhas do Việt Minh para socorrer a guarnição, elevando o contingente a 130 homens.
O Việt Minh se reagrupou e continuou bombardeando as posições francesas. A estrada entre Pleiku e Đắk Đoa agora estava sob contínua ameaça. As defesas da guarnição logo ficaram em ruínas; o arame farpado foi destruído por torpedos Bangalore e os abrigos de terra eram a única proteção.
Em 17 de fevereiro, o Việt Minh lançou um grande ataque pouco antes da meia-noite. Durante o bombardeio inicial, um disparo de morteiro atingiu o posto de comando francês, inflamando contêineres de gasolina, enquanto outro golpe destruiu o gerador elétrico — isso significou a perda dos holofotes usados para iluminar a área. Em seguida, o Việt Minh investiu com infantaria contra o posto avançado; a batalha prosseguiu durante a noite, iluminada pelos incêndios no bunker do comando.
Os defensores estavam exaustos e reduzidos em número, mas o fogo de contrabateria do 1º Coreano foi mantido. A resistência francesa, assim, continuou por algum tempo. Porém, o Việt Minh logo tomou as posições avançadas, começando a dominar os franceses. Ainda assim, a comunicação por rádio persistiu até cerca de 3h da madrugada, quando se informou que metade do posto havia caído.
Finalmente, a comunicação por rádio com o posto silenciou por volta das 4h. Após a batalha, rádios na área captaram alguém assobiando a La Marseillaise em meio às ruínas fumegantes — a identidade do indivíduo permanece desconhecida.

## Consequências
O 1º Coreano planejava retomar o posto e averiguar possíveis sobreviventes, mas foi frustrado por ordens de se retirar de Pleiku. Um prisioneiro ferido conseguiu voltar às linhas do 1º Coreano, e prisioneiros gravemente feridos foram deixados pelo Việt Minh na estrada para que os franceses os recolhessem. Uma força de reconhecimento seguiu rumo a Đắk Đoa, mas não encontrou nada; seu pelotão de retaguarda, contudo, sofreu fortes baixas numa emboscada que custou ao 1º Coreano mais trinta homens.
As baixas foram pesadas para o G.M. 100: no total, 120 mortos, incluindo trinta de seus aliados vietnamitas. Somente seis feridos sobreviveram e retornaram às linhas francesas.
Em março de 1954, iniciou-se a Batalha de Dien Bien Phu em Tonquim; o G.M. 100 voltou a ficar sitiado em vários pontos nos Planaltos Centrais. Combates ocorreram em torno de Pleiku, Kon Tum, Dak To e Ankhe. Após a derrota em Dien Bien Phu em maio, os franceses começaram a abandonar suas posições isoladas nos Planaltos Centrais. Essa ação foi chamada de Operação Églantine e, durante esse período, o G.M. 100 sofreu graves perdas em emboscadas constantes. Ao final de junho, a unidade caiu em outra emboscada — na Passagem de Mang Yang perto de An Khê — sofrendo uma das piores derrotas francesas da guerra. Outra emboscada na Passagem de Chu Dreh praticamente destruiu a unidade em julho.